# Lycoriella latilobata
Lycoriella latilobata is een muggensoort uit de familie van de rouwmuggen (Sciaridae). De wetenschappelijke naam van de soort is voor het eerst geldig gepubliceerd in 2000 door Menzel & Mohrig.